# المكتب الخاص بالهند

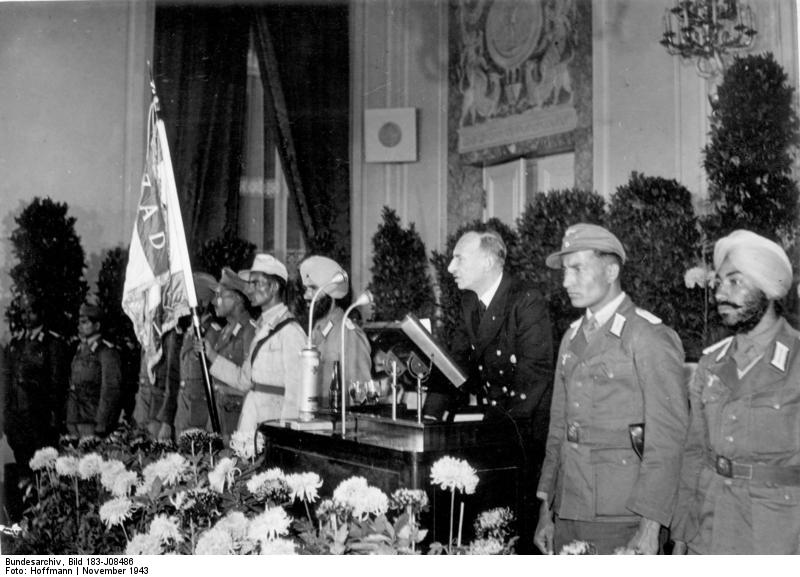
مدير المكتب الخاص للهند ووزير الخارجية فيلهلم كيبلر ينقلان "تحية وزير الخارجية الألماني يواكيم ريبنتروب " في حفل أقيم في فندق كايزرهوف في 18 نوفمبر 1943. عقدت هذه الوظيفة للاحتفال بتشكيل الحكومة المؤقتة للهند الحرة في سنغافورة على يد القوم الهندي سوبهاس تشاندرا بوس ، الذي غادر ألمانيا قبل ستة أشهر.

المكتب الخاص بالهند،    ترجمت بشكل مختلف إلى الإنجليزية مثل، المكتب الخاص للهند،  مكتب الهند الخاص ،  أو قسم الشؤون الهندية،  كان قسمًا أو مكتبًا تم إنشاؤه داخل قسم المعلومات في وزارة الخارجية الألمانية النازية في أواخر ربيع عام 1941 ردًا على اقتراح أو مذكرة كتبها القومي الهندي سوبهاس تشاندرا بوس، الذي وصل إلى ألمانيا في أوائل أبريل من ذلك العام.  كانت الوظيفة الرئيسية للمكتب هي مساعدة بوس في عمله،  على التواصل مع بوس،  وتعبئة الفيلق الهندي، الذي يضم أسرى حرب هنديين استولوا عليها أفريكان كوربس إروين روميل، لمساعدة الجيش الألماني في غزو بري مستقبلي للهند.  كان التدخل العسكري في الهند، أحد النقطتين الرئيسيتين في اقتراح بوس، قد تلقى في البداية ردًا فاترًا من وزير الخارجية الألماني يواكيم فون ريبنتروب، لكن بعد ذلك بقليل تلقى الدعم غير المتوقع من أدولف هتلر ، الذي رأى المعركة من أجل الهند باعتبارها النتيجة الطبيعية للغزو الألماني الناجح لروسيا وفرصة لتوجيه الضربة النهائية للإمبراطورية البريطانية. 
تم تعيين فيلهلم كيبلر، الذي كان آنذاك وكيل وزارة الخارجية في وزارة الخارجية الألمانية، والذي كان له وصول مباشر إلى ريبنتروب، مديراً للمكتب.  ومع ذلك، أصبحت معظم الأعمال اليومية مسؤولية آدم فون تروت زو سولز، المسؤول المناهض للنازية، الذي كان لديه بعض المعرفة بالهند. 